# Biserica „Sfânta Cuvioasă Paraschiva” din Ghetlova
Biserica „Sf. Cuvioasă Paraschiva” este o biserică amplasată în Ghetlova, raionul Orhei, Republica Moldova. Este un monument arhitectural de importanță națională inclus în Registrul monumentelor Republicii Moldova ocrotite de stat cu nr. 1117 (raionul Orhei). Datează din 1908.